# Sukaluyu (Sukaluyu)
Sukaluyu is een bestuurslaag in het regentschap Cianjur van de provincie West-Java, Indonesië. Sukaluyu telt 7945 inwoners (volkstelling 2010).